# آنا بيتروفنا
آنا بيتروفنا (بالروسية: Анна Петровна) (موسكو؛ 27 يناير 1708 -كيل؛4 مارس 1728)؛ هي الدوقة الكبرى الروسية بالميلاد، ودوقة شليسفيغ-هولشتاين-غوتورب من ناحية الزواج.

## الحياة
هي ابنة الكبرى لإمبراطور روسيا بطرس الأول وزوجته الثانية في المستقبل كاترين الأولى وكذلك هي شقيقة الكبرى لإمبراطورة لاحقا إليزابيث وكذلك هي والدة الإمبراطور بيتر الثالث الذي حكمها لمنذ ستة أشهر وخلفتا زوجته كاترين الثانية ومن بعده ابنه وأحفاده إلى أن سقطت الإمبراطورية في عام 1917 تحت ثوار البلاشفة، وأصبحت دوقة شليسفيغ-هولشتاين-كييل بعد زواجها من كارل فريدرخ دوق هولشتاين-غوتورب ابن شقيقة كارل الثاني عشر ملك السويد، بحيث اعتبر أحد الورثة المفترضون للعرش السويدي طوال حياته.
اعتبرت في الأصل ابنة غير شرعية أضفت إليها الشرعية بعد زواج والديها في عام 1712، وفي 17 مارس 1721 وصل كارل فريدرخ الزوج المستقبلي إلى روسيا للتعرف على زوجته وضمان مصالح معاهدة نيستاد التي بموجبها تعهدت روسيا بتخلي في التدخل في شؤون الداخلية اللسويد وذلك لضمان استرجاع شليسفيغ من الدنمارك.
وكان هناك مرشح آخر للزواج وهو حفيد لويس الرابع عشر هو صاحب السمو الإمبراطوري لويس دوق أورليان ولكن رفض بسبب الاختلافات.

## الزواج
في 22 نوفمبر 1724 تم التوقيع على عقد الزواج، بواسطة هذا العقد تخلت آنا وكارل فريدرخ عن جميع الحقوق والمطالبات إلى تاج الإمبراطورية الروسية نيابة عن أنفسهم وذريتهم، ونتيجة لهذا الشرط أصبح تأمين العرش من حق الإمبراطور في تسمية أي من ذريتهما خليفةً له على العرش الروسي.
بضعة أشهر بعد ذلك بحلول يناير 1725 وقبيل وفاة بطرس الأكبر؛ كما تقول القصة وهو على فراش الموت أنه تمكن من تهجئة الكلمات: " أعطي كل شيء..." ، لكنه لم يستطع مواصلة التهجئة، فأرسل إلى آنا لإملاء وصيته الأخيرة عليها، وعندما وصلت الأميرة لم يستطع الإمبراطور نطق كلمة واحدة، واستنادًا إلى القصة تكهن بعض المؤرخين بأن رغبة بطرس كانت في ترك العرش لها، ولكن هذا غير مؤكد.
الدوق وآنا تزوج بعد وفاة بيتر في 21 مايو 1725 في كنيسة الثالوث، سانت بطرسبرغ، وكان لزوجان طفل وحيد.
أصبح الدوق عضواً في مجلس الملكة الأعلى التي أنشى حديثاً ومارس تأثيراً معتدلاً على السياسة الروسية، ومع وفاة والدتها كاترين الأولى في عام 1727 جعل موقفها الهش مع تحول السلطة إلى أيدي ألكسندر مينشيكوف الذي طمح في زواج ابنته من الإمبراطور الشاب بيتر الثاني، أسفرت المشاجرة بين زوجها الدوق ومنشيكوف إلى انسحابه نحو هولشتاين بـ 25 يوليو 1727.
آنا توفي في 4 مارس 1728 في غضون عدة أيام من ولادة ابنها بيتر إمبراطور روسيا في المستقبل وسلف من جميع قياصرة رومانوف في القرن 19، قبل وفاتها طلبت آنا في أن تدفن في روسيا بالقرب من مقابر والديها في كاتدرائية بطرس وبولس، ونفذت رغبتها الأخيرة في 12 نوفمبر من العام نفسه.
وفقا لمعاصرياه كانت آنا تشبه والدها الشهير: بحيث كانت ذكية وجميلة، ومتعلمة جيداً، وكانت تجيد اللغة الفرنسية والألمانية والإيطالية والسويدية، ومن المعروف أنها أيضا اعتنائها بابن أخيها بيوتر ألكسيفيتش عندما كان مهملاً في عهد والدتها كاترين الأولى، توفي زوجها في عام 1739 وأصبح ابنها الدوق هولشتاين-شليسفيغ رسمياً، وأصبح إمبراطور روسيا بعد وفاة خالته إليزافيتا بيتروفنا التي حكمت روسيا بعد انقلابها على إيفان السادس إمبراطور الصغير من عام 1741 حتى عام 1762، وحكم ابنها لمدة قصيرة (ستة أشهر فقط) قبل أن يتخلى عن العرش بعد انقلاب زوجته كاثرين العظيمة عليه.

## معرض صور

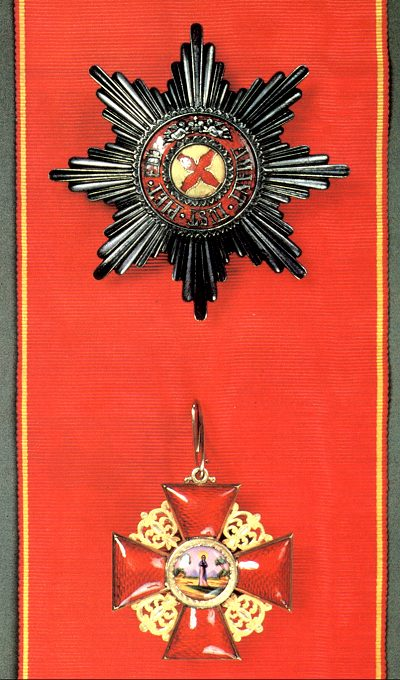
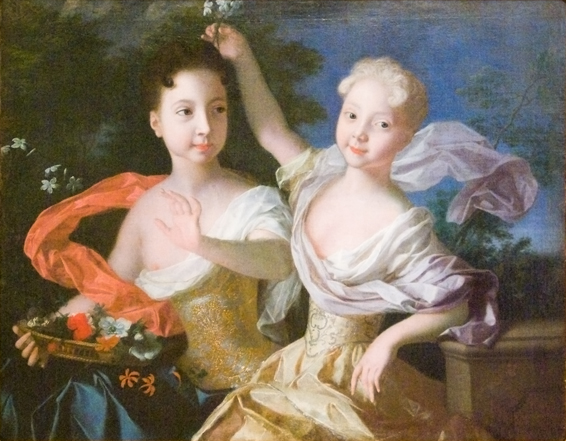
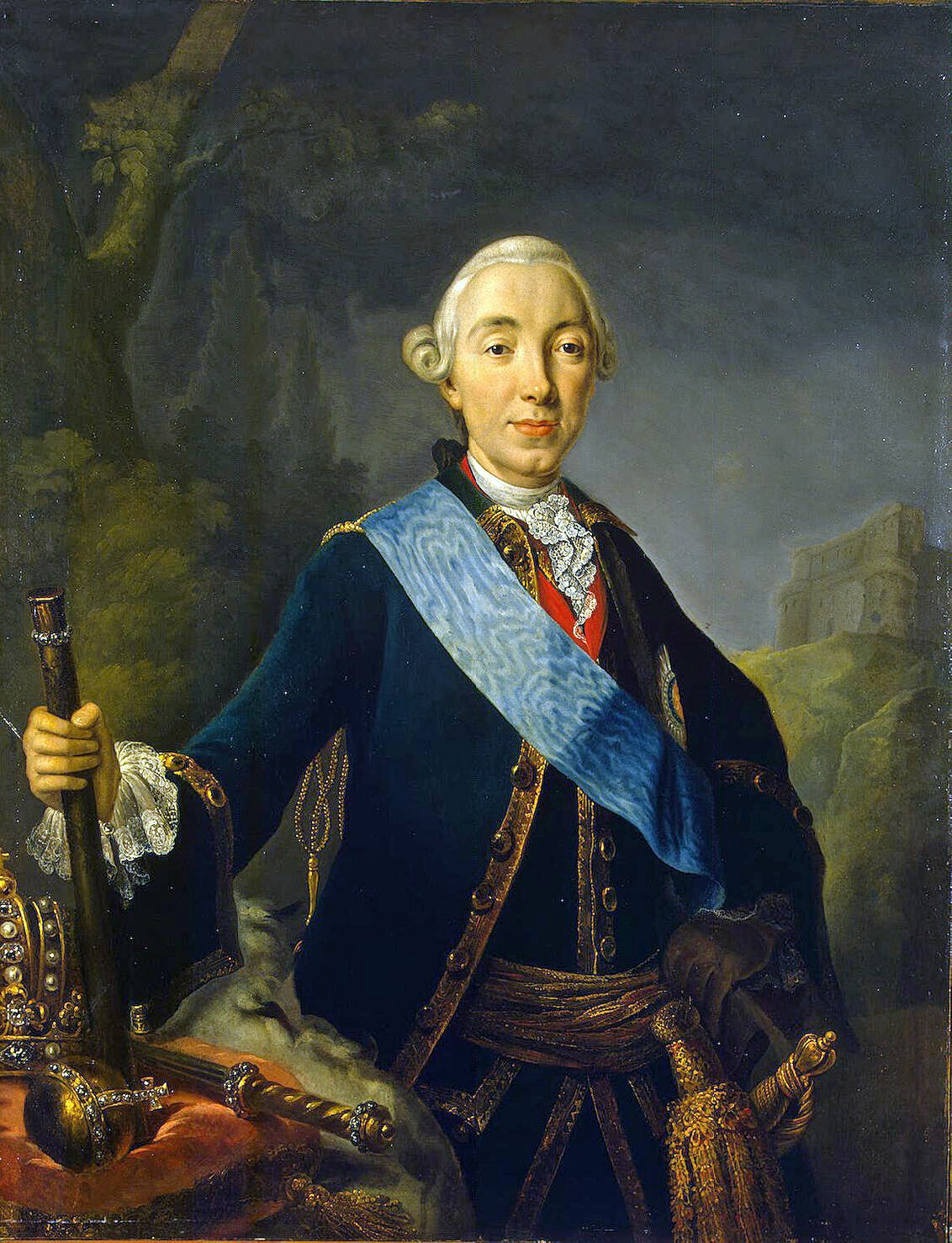
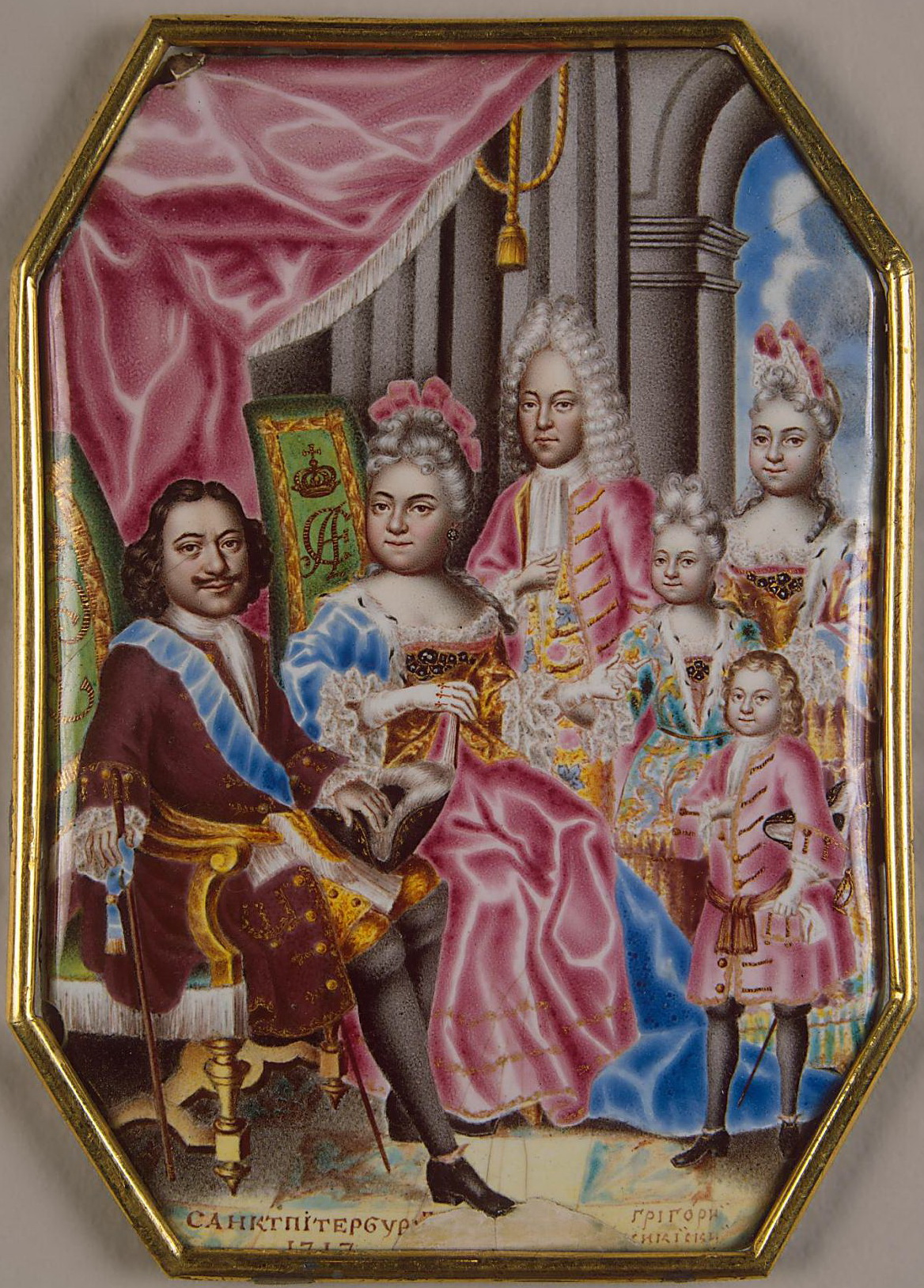

## وصلات خارجية
- (بالروسية) Biography
- تتضمن هذه المقالة محتوى المستمدة من قاموس السيرة الذاتية الروسي ، 1896-1918.